# Amazona de Martinica
L'amazona de Martinica (Amazona martinicana) és un ocell extint de la família dels psitàcidss (Psittacidae) que habitava l'illa de Martinica, a les Antilles.